# مسجد الشيخ عبد الحميد أبولونغ
مسجد الشيخ عبد الحميد ابولونغ (بالاندونيسية: Masjid Jami Syekh Abdul Hamid Abulung) ويسمى أيضًا مسجد داتو ابولونغ، هو واحد من أقدم المساجد في مقاطعة كليمنتان الجنوبية في إندونيسيا، يقع المسجد في سونغاي باتانغ من مارتابورا الغربية في منطقة بنجر.

## التاريخ
تم بناء مسجد الشيخ عبد الحميد ابولونغ من قبل رجا بنجر وهو السلطان الثاني لسلطنة تحمدلله والذي حكم في الفترة (1761 - 1801)، وكان البناء من قبل السلطان كنوع من التكفير عن الذنب، وذلك بعد أن أمر الجلاد بتنفيذ حد الجلد على الشيخ داتو ابولونغ، وهو باحث ديني والذي كان قد اتهم باحداث  بدعة، وقد تم تضمين المسجد كواحد من أهم قائمة التراث الثقافي في منطقة بنجر.